# 缰鰕虎鱼属
缰鰕虎鱼属，为輻鰭魚綱鰕虎鱼目鰕虎亞目鰕虎科一个属。

## 下属物种
- 蓝点缰鰕虎鱼(Amoya gracilis)
- 马达拉斯缰鰕虎鱼(Amoya madraspatensis)
- 黑帶缰鰕虎鱼(Amoya moloanus)
- 獠牙缰鰕虎魚（獠牙鰕虎魚）（Amoya signata）
- 费尔缰鰕虎鱼(Amoya veliensis)

## 扩展阅读
- 維基物種上的相關：缰鰕虎魚属
- WoRMS数据：http://www.marinespecies.org/aphia.php?p=taxdetails&id=206069 （页面存档备份，存于）